# Hôtel de Jocas
L'hôtel de Jocas est un hôtel particulier situé dans la commune de Pernes-les-Fontaines (Vaucluse).

## Histoire
La porte de l’hôtel de Jocas est inscrite à l’inventaire des monuments historiques depuis le 8 septembre 1928. Cette maison du XVIIe a appartenu à la famille de Brassier de Jocas.